# Savage: The Battle for Newerth
Savage: The Battle for Newerth é um jogo de computador online que combina aspectos de RTS e FPS no jogo. O jogo pode ser definido como estratégia de tiro em tempo real (Real Time Strategy Shooter) ou RTSS. O jogo se passa em um cenário de fantasia científica, em um futuro pós-apocalíptico, em que o homem tenta reconstruir a sociedade, mas é atacado por bestas inteligentes. No dia 1º de setembro, a S2 Games disponibilizou o jogo livremente.

## Sobre o jogo
O objetivo de Savage é destruir o lar de seus oponentes, para isso podem ser usado os pontos de captura (flags). Savage é jogado com outros jogadores (online). O jogo pode consistir de duas ou mais equipes. Cada time tem um comandante, cujo jogador que controlar, jogará em modo RTS. O comandante pode pesquisar novas tecnologias e construir edíficios.
O jogador poderá também jogar em modo FPS com os humanos ou bestas, podendo inclusive lutar mano-a-mano em terceira pessoa. Muito dos afazeres do jogo consistem em matar os inimigos, podendo ajudar a construir, reparar edífícios e coletar recursos naturais. Alguns jogadores com o rank alto, podem ser promovidos a oficiais pelo comandante. Oficiais podem ser úteis para passar coordenadas a outros jogadores.